# Al Asimah (província)
Al Asimah é uma das seis muhafazat (província) do Kuwait.